# Mühle von Quétivel

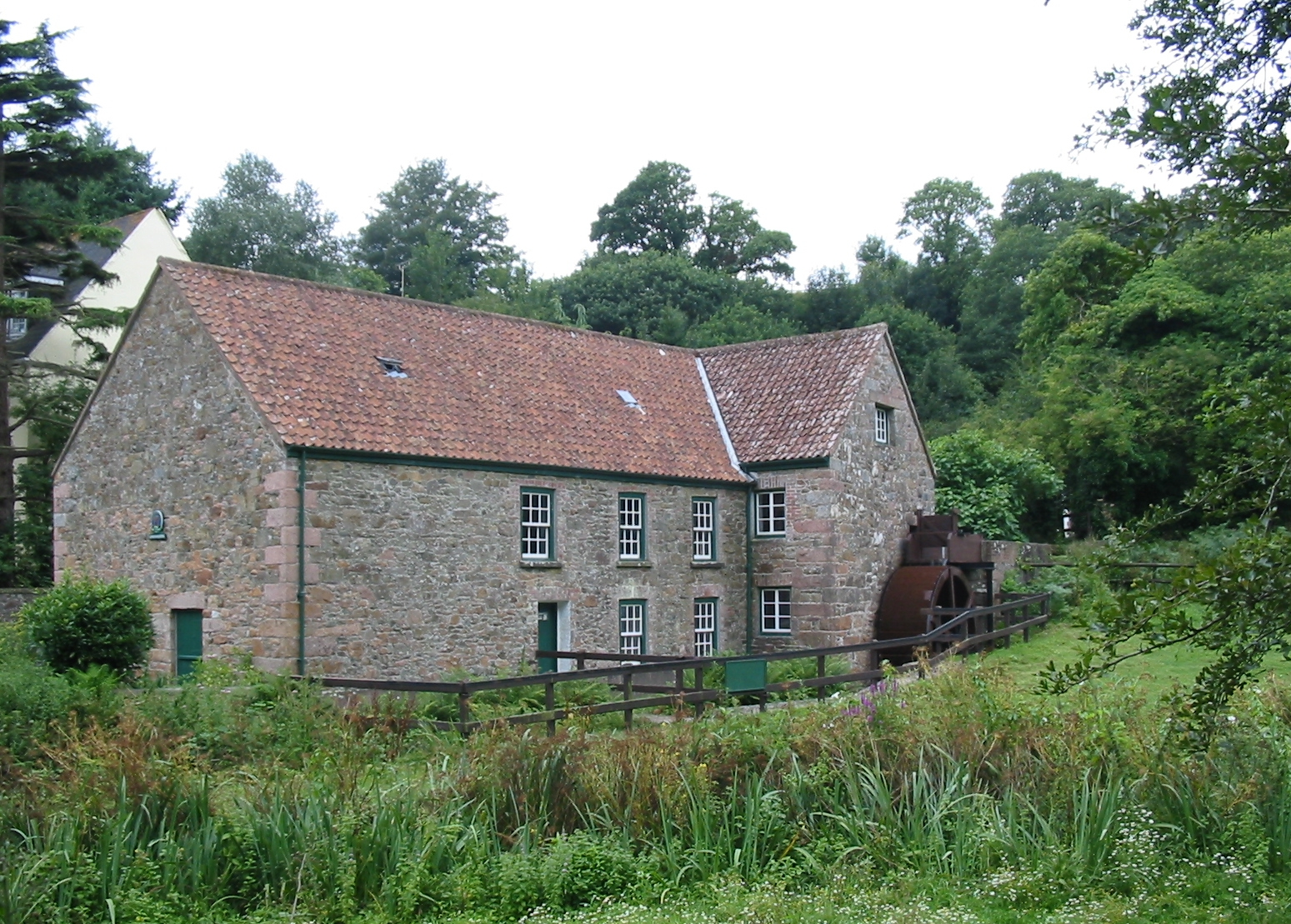
Die Mühle von Quétivel

Die Mühle von Quétivel (französisch Le Moulin de Quétivel) ist eine restaurierte Wassermühle in der Gemeinde Saint Peter auf der Kanalinsel Jersey. Sie liegt östlich von „St Peter’s Village“ im gleichnamigen Tal (oder la Vallée de Saint-Pierre) am Fuß des Mont Fallu.

## Namensherkunft
Es wird vermutet, dass der erste Bestandteil Queti- der altnordische Rufname Ketill „Kessel“ ist. Als Vergleich gibt es in der kontinentalen Normandie Ortsnamen wie Quettehou (Département Manche, Chettellehou 1042), Quettetot (Département Manche, ketetot vers 1200), Quettreville-sur-Sienne (Département Manche, Chetelvilla 1124 – 1133), Quetteville (Département Calvados) etc. und die Nachnamen Quétil, Quetil, Quétel, Quetel, die heute noch in der Normandie häufig sind.
Die Herleitung des zweiten Elements -vel ist problematischer. Es wird oft geschrieben, dass es sich um das altnordische Wort vellir „Ebenen“ (Plural von vǫllr) handelt. Die landschaftliche Lage der Mühle neben einer kleinen Wiese in einem Tal lässt nur sehr schwer eine Assoziation mit Ebenen zu. Außerdem wurde das Wort vǫllr / vellir  in der normannischen Toponymie von den Spezialisten noch niemals herausgefunden.
Die Herkunft der Herrenfamilie de Quetteville auf Jersey ist unklar, entweder kommt sie vom Festland oder nicht. Es gibt kein Quetteville auf Jersey, in diesem Fall soll Quétivel eine Nebenform für Quetteville sein. Das /i/ öffnet sich sehr oft zu /ɛ/ in der Normannischen Sprache.
Ein Fief es Quettevaux wird auch erwähnt. Sollte es sich um eine Pluralform von Quétivel handeln, so könnte es ein ehemaliges *Quetteval „Tal des Quétil“ (wie z. B. Grainval „Tal des Grimr“) sein.

## Geschichte
Die Mühle war vom Beginn des 14. Jahrhunderts bis zum 19. Jahrhundert in Betrieb. Dann wurde sie kurz während des Zweiten Weltkrieges wieder in Gang gesetzt. Im Jahre 1969 wurde sie durch einen Brand zum Teil zerstört, aber anschließend unter der Aufsicht des National Trust for Jersey bis 1979 wieder aufgebaut und in einen voll funktionsfähigen Zustand versetzt. Der neue Mahlstein wurde aus Frankreich importiert und soll ungefähr 100 Jahre lang funktionieren.
Beim Wiederaufbau wurde auf zahlreiche Konstruktions- und Bauteile von 3 anderen verfallenden oder nicht mehr genutzten Mühlen (Tesson, Gargate und Grand-Vaux) zurückgegriffen.
Heute ist die Mühle von Quétivel die einzige verbliebene von ursprünglich acht Mühlen im Tal. Sie mahlt Vollkornmehl für Brot für die lokale Bevölkerung und kann zeitweise besichtigt werden.